# ブラッドフォード・ヤング
ブラッドフォード・マルセル・ヤング（Bradford Marcel Young, 1977年7月6日-）は、アメリカ合衆国の撮影監督である。

## 生い立ち
大家族のもとに生まれる。彼の親戚は地元ケンタッキー州ルイビルでA.D. Porter and Sons Funeral Homeを所有している。15歳の時に父と共にシカゴへと移る。シカゴ移住前にヤングはブラウン・スクールとセントラル・ハイスクールに通っていた。若年期の彼はロメア・ビアーデン、ジェイコブ・ローレンス、アーロン・ダグラスの芸術作品からインスピレーションを得た。その後彼はハワード大学で映画を学び、そこでハイル・ゲリマの影響を受けた。彼にとって最初の映画プロジェクトはハワード大の仲間と製作したキャノンのスーパー8を使ったモノクロ・サイレント短編だった。ワシントンD.C.に移る前にヤングは「私が映画に興味を持つ唯一の理由はほとんどの人々が映画に興味を持っているからだ。私は彼らを見るのが好きだった」と述べた。若年期に彼は家族と共にスパイク・リーの作品を観るために劇場へ行っていた。

## キャリア
撮影監督となったヤングは『White Lies, Black Sheep』（2007年）、『アリーケの詩』（2011年）、『Restless City』（2011年）、『Middle of Nowhere』（2012年）、『セインツ -約束の果て-』（2013年）、『Mother of George』（2013年）などを手掛けた。サンダンス映画祭では2011年と2013年に2度撮影賞を獲得している。またヤングは全米撮影監督協会（ASC）の会員である。
2016年9月22日、『スター・ウォーズ』のハン・ソロを主人公としたスピンオフ映画の撮影監督にヤングが起用されたことが発表された。2017年１月、第89回アカデミー賞のノミネートが発表されるとヤングは『メッセージ』によりアフリカ系アメリカ人として初めて、有色人種としても『エリザベス』（1998年）のレミ・アデファラシン以来となるアカデミー撮影賞の候補者となった。また同作によりヤングは英国アカデミー賞や全米撮影監督協会賞にもノミネートされた。
ヤングは映画以外にもMGMT、ノラ・ジョーンズ、ベックなどのアーティストのミュージックビデオの撮影も手がけている。

## 私生活
ヤングは『アメリカン・ドリーマー 理想の代償』のスペシャルサンクスであるステファニー・エチエンヌと結婚し、息子を2人もうけている。

## フィルモグラフィ

### 映画
| 年   | 題名                                                            | 備考   |
| ---- | --------------------------------------------------------------- | ------ |
| 2007 | White Lies, Black Sheep                                         |        |
| 2011 | アリーケの詩 Pariah                                             |        |
| 2011 | Restless City                                                   |        |
| 2012 | Middle of Nowhere                                               |        |
| 2013 | セインツ -約束の果て- Ain't Them Bodies Saints                  |        |
| 2013 | Mother of George                                                |        |
| 2013 | Vara: A Blessing                                                | [ 16 ] |
| 2014 | グローリー/明日への行進 Selma                                   |        |
| 2014 | アメリカン・ドリーマー 理想の代償 A Most Violent Year           |        |
| 2015 | 完全なるチェックメイト Pawn Sacrifice                           |        |
| 2016 | メッセージ Arrival                                              |        |
| 2017 | Where Is Kyra?                                                  |        |
| 2017 | 私が殺したリー・モーガン I Called Him Morgan                    |        |
| 2018 | ハン・ソロ/スター・ウォーズ・ストーリー Solo: A Star Wars Story |        |

### WEBドラマ
| 年   | 題名                            | 配信局  | 備考               |
| ---- | ------------------------------- | ------- | ------------------ |
| 2019 | ボクらを見る目 When They See Us | Netflix | リミテッドシリーズ |

## 受賞とノミネート
| 賞                       | 年   | 部門                            | 作品名             | 結果       |
| ------------------------ | ---- | ------------------------------- | ------------------ | ---------- |
| アカデミー賞             | 2016 | 撮影賞                          | 『メッセージ』     | ノミネート |
| 英国アカデミー賞         | 2016 | 撮影賞                          | 『メッセージ』     | ノミネート |
| プライムタイム・エミー賞 | 2019 | 撮影賞 (リミテッドシリーズ部門) | 『ボクらを見る目』 | 未決定     |